# 安圭拉 (喬治亞州)
安圭拉（英語：Anguilla）是位於美國喬治亞州格林縣（Glynn County）的一個非建制地區。該地的面積和人口皆未知。

## 地理
安圭拉的座標為31°15′20″N 81°36′12″W / 31.25556°N 81.60333°W，而該地的平均海拔高度為3米（即10英尺）。